# The Boys Are Back in Town
The Boys Are Back in Town is een single van de Ierse rockband Thin Lizzy uit april 1976. Het is een van hun grootste hits.
In thuisland Ierland behaalde de plaat de nummer 1-positie en in het Verenigd Koninkrijk werd de 8e positie bereikt in de UK Singles Chart. In Canada werd de 8e positie bereikt en in de Verenigde Staten de 12e positie. 
In Nederland werd de plaat destijds regelmatig gedraaid op Hilversum 3, maar bereikte vreemd genoeg géén notering in zowel de Nederlandse Top 40 als de Nationale Hitparade. In de op Hemelvaartsdag 1976 gestarte Europese hitlijst op Hilversum 3, de TROS Europarade, werd eveneens géén notering behaald.
Ook in België werden zowel de Vlaamse Ultratop 50 als de Vlaamse Radio 2 Top 30 niet bereikt.
De plaat stond ook als 499ste geplaatst in "The 500 Greatest Songs of All Time" van Rolling Stone Magazine uit 2004.
In juni 1991 werd de plaat opnieuw uitgebracht op zowel vinyl als CD.
Sinds de editie van 2015 staat de plaat genoteerd in de jaarlijkse NPO Radio 2 Top 2000 met de 1075e positie in 2015 als hoogste notering tot nu toe.

## NPO Radio 2 Top 2000
| Nummer met noteringen in de NPO Radio 2 Top 2000 | '15  | '16  | '17  | '18  | '19  | '20  | '21  | '22  | '23  | '24  |
| ------------------------------------------------ | ---- | ---- | ---- | ---- | ---- | ---- | ---- | ---- | ---- | ---- |
| The Boys Are Back in Town                        | 1075 | 1187 | 1360 | 1194 | 1225 | 1368 | 1360 | 1444 | 1457 | 1571 |

1. ↑  Een vetgedrukt getal geeft de hoogste notering aan.
2. ↑  2015 was het eerste jaar met een notering voor dit nummer.